# Louise de La Fayette
Louise de La Fayette, eigentlich Marie Louise Angélique Motier, comtesse de La Fayette, (* 8. November 1618 in Amathay-Vésigneux; † 11. Januar 1665 in Paris) war eine enge Vertraute des französischen Königs Ludwig XIII. und seine platonische Freundin sowie Beraterin.

## Leben
Louise war eine Tochter von Jean Motier, comte de La Fayette und seiner Ehefrau Marguerite de Bourbon-Busset. Durch ihre Großmutter, Louise de Bourbon-Busset, kam sie an den französischen Hof nach Paris und wurde Hofdame der Königin Anna von Österreich. Kardinal Richelieu missbilligte den Einfluss, den Marie de Hautefort mit der Zeit auf Ludwig XIII. erlangt hatte. 1635 gelang es ihm, Marie aus ihrer Stellung zu verdrängen und sie durch die Hofdame Louise de La Fayette zu ersetzen. Louise sollte im Auftrag des Kardinals den König ausspionieren, was sie jedoch strikt ablehnte. 1637 wandte sich der König wieder seiner ehemaligen Freundin Marie zu, und Louise ging ins Kloster Val-de-Grâce. Dort wurde sie oft von Ludwig XIII. besucht und hielt regen Briefkontakt mit der Königin. Zur Zeit ihres Todes war Louise de la Fayette Äbtissin eines Klosters, das sie in der Nähe von Chaillot gegründet hatte.

## Trivia
Durch Louise de la Fayette soll sich das französische Königspaar wieder versöhnt haben. Auf dem Gipfel ihrer Ungnade, Buckingham-Skandal (1625) und Chalais-Affäre (1626), brachte Anna von Österreich am 5. September 1638 einen Sohn zur Welt, den künftigen König Ludwig XIV.
Im 1843/44 veröffentlichten Roman Die drei Musketiere (franz. Les trois mousquétaires) von Alexandre Dumas wurde Louise de la Fayette in der Figur von D’Artagnans Freundin „Constance Bonacieux“ verewigt.